# Félix Trinidad
Félix Juan Trinidad García (Fajardo, 10 januari 1973) is een Puerto Ricaans voormalig bokser. Hij werd wereldkampioen in drie verschillende gewichtsklassen (weltergewicht, licht middengewicht en middengewicht). 
Trinidad werd voor het eerst wereldkampioen in 1993 toen hij de IBF weltergewicht-titel veroverde van Maurice Blocker door K.O. in de tweede ronde. In 1999 won hij ook de WBC-titel na het verslaan van Oscar De La Hoya. In 2000 won hij de WBC lichtmiddengewicht-titel en in 2001 de WBA middengewicht-titel na het verslaan van William Joppy. Zijn eerste professionele verlies was tegen WBC en IBF-kampioen Bernard Hopkins in 2001.
Hij besloot in 2002 te stoppen met boksen, maar kwam in 2004 terug. Op 14 mei 2005 werd hij echter verslagen door Winky Wright. In 2008 keerde hij nog een keer terug en verloor van Roy Jones jr. Hierna beëindigde hij zijn  carrière. 